# Отправна система
Отправна система е понятие от физиката за обозначаване на гледната точка на наблюдателя. То е от основно значение в теорията на относителността, където не съществува абсолютно движение и всяко движение е относително спрямо други тела. Тялото, спрямо което се определя положението и движението на другите тела, се нарича отправно тяло. То заедно с неподвижно свързани към него координатна система и часовник, чрез които се определя положението на другите тела спрямо отправното тяло в различните моменти от време, образуват отправната система.

## Видове
- Инерциална отправна система – отправна система, в която е валиден инерционният закон: всяко тяло, на което не действат външни сили, запазва положението си на покой или равномерно праволинейно движение. Всяка отправна система, която се движи относно дадена инерционна система равномерно и праволинейно, също е инерционна. Съгласно принципа на относителността, всички ИОС са равноправни и в тях действат едни и същи физични закони.
- Неинерциална отправна система – отправна система, която се движи ускорително спрямо инерционна отправна система. Законите на Нютон са валидни само в инерционни системи. За да се намерят уравненията за движение в неинерционна система, е нужно да се отчитат фиктивни сили като центробежната или силата на Кориолис и да се знае преобразуването на силите и ускорението при преминаване от инерциална към неинерциална система.

## Избор на отправна система
Изборът на отправна система е от голямо значение във физиката, най-малкото защото може да улесни значително решаването на даден проблем. Много физични величини, включително преместване, скорост и ускорение зависят от избора на отправна система.
| Случай 1 | Начална позиция                                     | Ускорение              | Преместване                                       | Време                                                                    |
| -------- | --------------------------------------------------- | ---------------------- | ------------------------------------------------- | ------------------------------------------------------------------------ |
|          | {\displaystyle y_{0}=0\!}{\displaystyle y_{a}=-h\!} | {\displaystyle a=-g\!} | {\displaystyle y(t)=y_{0}+{\frac {1}{2}}at^{2}\!} | {\displaystyle t_{a}={\sqrt {\frac {2h}{g}}}\!}{\displaystyle s_{a}=h\!} |

| Случай 2 | Начална позиция                                    | Ускорение              | Преместване                                       | Време                                                                    |
| -------- | -------------------------------------------------- | ---------------------- | ------------------------------------------------- | ------------------------------------------------------------------------ |
|          | {\displaystyle y_{0}=h\!}{\displaystyle y_{a}=0\!} | {\displaystyle a=-g\!} | {\displaystyle y(t)=y_{0}+{\frac {1}{2}}at^{2}\!} | {\displaystyle t_{a}={\sqrt {\frac {2h}{g}}}\!}{\displaystyle s_{a}=h\!} |